# Donald "Duck" Dunns diskografi
Denne artikel indeholder diskografien for den afdøde amerikanske blues- og soul-bassist, Donald "Duck" Dunn. Dunn var en bassist, der har haft stor indflydelse på udviklingen af bas-spil bl.a. kendt for sine indspilninger i 1960'erne som medlem af Booker T. & the M.G.'s, der var fast studiegruppe for Stax Records og senere som studiemusiker for en lang række artister.
Han medvirkede på 137 studiealbum, 4 livealbum, 57 opsamlingsalbum og 4 soundtracks. Listen nedenfor indeholder ikke medvirkender på singler. 

## Med the Mar-Keys
- Mar-Keys (Great Memphis Sound, 1966)
- The Mar-Keys/Booker T & The MGs (Back to Back, 1967)

## Med Booker T & the MGs
- Booker T & The MGs (Soul Dressing, 1965)
- Booker T & The MGs (In the Christmas Spirit, 1966)
- Booker T & The MGs (And Now... Booker T & The MGs, 1966)
- Booker T & The MGs (Hip Hug-Her, 1967)
- Booker T & The MGs (Uptight, 1968)
- Booker T & The MGs (Best of Booker T & The MGs, 1968)
- Booker T & The MGs (Doin' Our Thing, 1968)
- Booker T & The MGs (Soul Limbo, 1968)
- Booker T & The MGs (The Booker T. Set, 1969)
- Booker T & The MGs (Mclemore Avenue, 1970)
- Booker T & The MGs (Melting Pot, 1971)
- MGs (The MGs, 1973)
- Booker T & The MGs (Best of Booker T & The MGs, 1986)
- Booker T & The MGs (Hip Hug-Her, 1992)
- Booker T & The MGs (And Now... Booker T & The MGs, 1992)
- Booker T & The MGs (Doin' Our Thing, 1992)
- Booker T & The MGs (The Very Best of Booker T & The MGs, 1994)
- Booker T & The MGs (That's the Way It Should Be, 1994)
- Booker T & The MGs (Time Is Tight, 1998)
- Booker T & The MGs (Soul Men, 2003)

## Med Rance Allen
- Rance Allen (Straight From the Heart, 1972)
- Rance Allen (Soulful Experience, 1975)
- Rance Allen (Soulful Experience, 1996)
- Rance Allen (Let the Music Get Down in Your Soul, 1997)

## Med Duane Allman
- Duane Allman (Anthology vol. 2, 1974)

## Med Joan Baez
- Joan Baez (Gulf winds, 1976)
- Joan Baez (Blowing away, 1977)
- Joan Baez (Complete A&M Recordings, 2003)

## Med William Bell
- William Bell (Soul of a Bell, 1967)
- William Bell (William Bell, 1974)
- William Bell (Little Something Extra, 1992)
- William Bell (Bound to Happen, 1997)
- William Bell (Soul of a Bell, 2002)

## Med The Blues Brothers
- Blues Brothers (Briefcase Full of Blues, 1978)
- Blues Brothers (The Blues Brothers, 1980)
- Blues Brothers (Made In America, 1981)
- Blues Brothers (The Best of the Blues Brothers, 1982)
- Blues Brothers (Dancin' wi' da Blues Brothers, 1985)
- Blues Brothers (Everybody Needs Blues Brothers, 1986)
- Blues Brothers (Live in Montreaux, 1987)
- Blues Brothers (Red White and Blues, 1988)
- Blues Brothers (The Definitive Collection, 1992)
- Blues Brothers (Blues Brothers & Friends: Live from House of Blues, 1997)
- Blues Brothers (Blues Brothers 2000, 1999)
- Blues Brothers (The Blues Brothers Complete, 2000)

## Med Shirley Brown
- Shirley Brown (Woman to Woman, 1974)
- Shirley Brown (Shirley Brown, 1977)

## Med Roy Buchanan
- Roy Buchanan (Loading zone, 1977)
- Roy Buchanan (Sweet Dreams: The Anthology, 1992)
- Roy Buchanan (Guitar on Fire, 1993)

## Med Jimmy Buffet
- Jimmy Buffett (Hot Water, 1988)

## Med Ray Charles
- Ray Charles (Genius & Soul: The 50th Anniversary Collection, 1997)

## Med Keith Christmas
- Keith Christmas (Stories from the Human Zoo, 1976)

## Med Eric Clapton
- Eric Clapton (Money and Cigarettes, 1983)
- Eric Clapton (Behind the Sun, 1985)
- Eric Clapton (Crossroads, 1988)
- Eric Clapton (Clapton Chronicles: Best of 1981-1999, 1999)
- Eric Clapton (Money & Cigarettes, 2000)
- Eric Clapton (Best Of Eric Clapton [Import Bonus Tracks], 2000)
- Eric Clapton (Unplugged/Clapton Chronicles, 2001)

## Med Doug Clifford
- Doug Clifford (Cosmo, 1972)

## Med Rita Coolidge
- Rita Coolidge (Rita Coolidge, 1971)

## Med Don Covay
- Don Covay (Mercy, Mercy/Seesaw, 2000)

## Med Crosby Stills Nash & Young
- Crosby Stills Nash & Young (Looking Forward, 1999)

## Med Steve Cropper
- Steve Cropper (Playing my Thang, 1980)

## Med Delaney & Bonnie
- Delaney & Bonnie (Home, 1969)

## Med Bob Dylan
- Bob Dylan (Shot of love, 1981)
- Bob Dylan (Bob Dylan 30th Anniversary Concert, 1993)

## Med Jesse Ed Davis
- Jesse Ed Davis (Ululu, 1972)

## Med Willie Dixon
- Willie Dixon (The Chess Box, 1990)

## Med Tinsley Ellis
- Tinsley Ellis (Fire it up, 1997)

## Med The Emotions
- The Emotions (Sunshine, 1978)
- The Emotions (So I Can Love You, 1970)

## Med Yvonne Elliman
- Yvonne Elliman (Best Of Yvonne Elliman, 1997)

## Med Eddie Floyd
- Eddie Floyd (Knock on wood, 1967)
- Eddie Floyd (Rare Stamps, 1969)
- Eddie Floyd (Soul Street, 1974)

## Med Peter Frampton
- Peter Frampton (Where I should be, 1979)

## Med John Fogerty
- John Fogerty (Blue Moon Swamp, 1997)
- John Fogerty (Blue Moon Swamp, 2004)

## Med Carol Grimes
- Carol Grimes (Carol Grimes, 1976)

## Med Isaac Hayes
- Isaac Hayes (Presenting Isaac Hayes, 1967)

## Med Ronnie Hawkins
- Ronnie Hawkins (The Hawk, 1971)

## Med Ruby Johnson
- Ruby Johnson (I'll Run Your Heart Away, 1993)

## Med Albert King
- Albert King (Born under a bad sign, 1967)
- Albert King (Blues for Elvis, 1968)
- Albert King (King of the Blues Guitar, 1969)
- Albert King (Lovejoy, 1971)
- Albert King (The pinch, 1977)
- Albert King (Best of Albert King Vol 1, 1986)
- Albert King (The Best of Albert King, Vol 1, 1991)
- Albert King (The Ultimate Collection, 1993)
- Albert King (The Blues Don't Change, 1996)
- Albert King (The Very Best of Albert King, 1999)
- Albert King (Born Under a Bad Sign, 2002)

## Med Freddie King
- Freddie King (Getting Ready, 1971)
- Freddie King (Texas Cannonball, 1972)
- Freddy King (Hide Away: The Best of Freddy King)
- Freddie King (Getting Ready, 1996)
- Freddie King (Ultimate Collection, 2001)
- Freddie King (Texas Cannonball, 2002)

## Med Richie Havens
- Richie Havens (End of the Beginning, 1976)
- Richie Havens (Dreaming As One: The A&M Years, 2004)

## Med Levon Helm
- Levon Helm (Levon Helm & The RCO All Stars, 1977)
- Levon Helm (Levon Helm & The RCO All-Stars, 1996)

## Med Herbie Mann
- Herbie Mann (Push Push, 1971)

## Med Chris Hillman
- Chris Hillman (Slippin' Away, 1976)

## Med Jerry Lee Lewis
- Jerry Lee Lewis (All Killer, No Filler: The Anthology, 1993)
- Jerry Lee Lewis (Mercury Smashes... and Rockin' Sessions, 2000)
- Jerry Lee Lewis (Southern Roots: Boogie Woogie Country Man, 2004)

## Med Manhattan Transfer
- Manhattan Transfer (Pastiche, 1976)
- Manhattan Transfer (Pastiche, 1978)
- Manhattan Transfer (Pastiche, 1994)

## Med Mel & Tim
- Mel & Tim (Starting All Over Again, 1972)

## Med Stevie Nicks
- Stevie Nicks (Bella Donna, 1981)
- Stevie Nicks (Timespace: The Best of Stevie Nicks, 1991)
- Stevie Nicks (Enchanted: The Works of Stevie Nicks, 1998)

## Med Don Nix
- Don Nix (Living by the Days, 1971)

## Med Tom Petty & The Heartbreakers
- Tom Petty & The Heartbreakers (Damn the Torpedoes, 1979)
- Tom Petty & The Heartbreakers (Hard Promises, 1981)
- Tom Petty & The Heartbreakers (Playback, 1995)
- Tom Petty & The Heartbreakers (Anthology: Through the Years, 2000)

## Med Wilson Pickett
- Wilson Pickett (In the midnight hour, 1965)
- Wilson Pickett (Exciting Wilson Pickett, 1966)
- Wilson Pickett (Wilson Pickett's Greatist Hits, 1985)
- Wilson Pickett (A Man and a Half: The Best of Wilson Pickett, 1992)
- Wilson Pickett (In the Midnight Hour, 1993)

## Med David Porter
- David Porter (Victim of the Joke?: An Opera, 1971)
- David Porter (Victim of the Joke?, 1995)

## Med Elvis Presley
- Elvis Presley (Raised On Rock/For Ol' Times Sake, 1973)

## Med John Prine
- John Prine (Common Sense, 1975)
- John Prine (Prime Prine, 1976)
- John Prine (Great Days: The John Prine Anthology, 1993)

## Med Otis Redding
- Otis Redding (Pain in my heart, 1964)
- Otis Redding (Great Otis Redding Sings Soul Ballads, 1965)
- Otis Redding (Otis blue, 1966)
- Otis Redding (Soul Album, 1966)
- Otis Redding (Live in Europe, 1967)
- Otis Redding & Carla Thomas (King & Queen, 1967)
- Otis Redding (Dock of the Bay, 1968)
- Otis Redding (Immortal Otis Redding, 1968)
- Otis Redding (Love Man, 1969)
- Otis Redding (Tell the Truth, 1970)
- Otis Redding (Otis! The Definitive Otis Redding, 1993)
- Otis Redding (Otis Redding Sings Soul, 1993)
- Otis Redding (Dreams to Remember: The Otis Redding Anthology, 1998)

## Med Bruce Roberts
- Bruce Roberts (Bruce Roberts, 1978)

## Med Leon Russell
- Leon Russell (Will o' The Wisp, 1975)
- Leon Russell (Best Of Leon Russell, 1976)
- Leon Russell (Retrospective, 1997)

## Med Mitch Ryder
- Mitch Ryder (The Detroit Memphis Experiment, 1969)

## Med Sam & Dave
- Sam & Dave (Back at 'Cha!, 1976)
- Sam & Dave (The Very Best Of Same & Dave, 1995)

## Med Leo Sayer
- Leo Sayer (Here, 1979)
- Leo Sayer (Here, 2003)

## Med Boz Scaggs
- Boz Scaggs (My Time: The Anthology 1969–1997, 1997)

## Med Mavis Staples
- Mavis Staples (Mavis Staples, 1969)
- Mavis Staples (Only for the Lonely, 2002)

## Med The Staples Singers
- The Staples Singers (Soul Folk in Action, 1968)
- The Staple Singers (This Time Around, 1981)

## Med Rod Stewart
- Rod Stewart (Atlantic crossing, 1975)
- Rod Stewart (A Night on the Town, 1976)

## Med The Soul Children
- The Soul Children (Soul Children/Best Of Two Worlds, 1995)
- The Soul Children (Genesis/Friction, 1999)

## Med Billy Swan
- Billy Swan (You're OK, I'm OK, 1978)

## Med Taveres
- Taveres (Best of Taveres, 1996)

## Med Johnnie Taylor
- Johnnie Taylor (Who's Making Love, 1968)
- Johnnie Taylor (Who's Making Love, 1991)
- Johnnie Taylor (Lifetime, 2000)

## Med Carla Thomas
- Carla Thomas (Hidden Gems, 1991)
- Carla Thomas (Gee Whiz: The Best Of Carla Thomas, 1994)
- Carla Thomas (Love Means Carla Thomas/Memphis Queen, 1997)

## Med Mickey Thomas
- Mickey Thomas (As Long As You Love Me, 1976)
- Mickey Thomas (As long as you love me, 1977)

## Med Rufus Thomas
- Rufus Thomas (Can't Get Away From This Dog, 1992)

## Med Muddy Waters
- Muddy Waters (Fathers and sons, 1969)
- Muddy Waters (Muddy & The Wolf, 1974)
- Muddy Waters (Chess Box, 1990)
- Muddy Waters (Goodbye Newport Blues, 1995)

## Med Tony Joe White
- Tony Joe White (Lake Placid Blues, 1995)

## Med Bill Withers
- Bill Withers (Just as I Am, 1971)
- Bill Withers (The Best Of Bill Withers, 1994)
- Bill Withers (Lean on Me: The Best of Bill Withers, 2000)

## Med Neil Young
- Neil Young (Silver & Gold, 2000)
- Neil Young (Road Rock Vol 1: Friends & Relatives, 2000)
- Neil Young (Are You Passionate?, 2002)

## Opsamlingsalbum med forskellige artister
- Guitar Showdown at the Dusk 'Til Dawn Blues Festival, 1966
- Various Artists (Monterrey International Pop Festival, 1967)
- Various Artists (Soul Christmas, 1968)
- Various Artists (Atlantic Blues, 1986)
- Soundtrack (The Great Outdoors, 1988)
- Soundtrack (Roadhouse, 1989)
- Legends Of Guitar (Electric Blues Vol.1, 1990)
- Various Artists (Atlantic Rhythm & Blues 1947-1974, 1991)
- Various Artists (Blues Masters Vol 1: Urban Blues, 1992)
- Various Artists (Stax/Volt Review, Vol 3: Live In Europe - Hit The Road Stax, 1992)
- Blues Masters Sampler (1993)
- Various Artists (The Complete Stax-Volt Soul Singles Vol 2: 1968-1971, 1993)
- The Original Soul Christmas (1994)
- Various Artists (Texas Music, Vol 1: Postwar Blues Combos, 1994)
- Various Artists (Blues Masters Vol 1-5, 1995)
- Various Artists (Jingle Bell Jam: Jazz Christmas Classics, 1995)
- Various Artists (Original Soul Christmas, 1995)
- Various Artists (Mean Old World: The Blues from 1940 to 1994, 1996)
- Soundtrack (Vampires, 1998)
- Soundtrack (Martin Scorsese Presents the Blues: A Musical Journey, 2003)
- Various Artists (Soul Comes Home: Celebration of Stax Records, 2004)